# Borgo (grup humà)
Els borgo són un grup ètnic del Sudan, al Darfur, una branca dels maba de Ouaddaï (a l'est del Txad). Viuen a Nyala, al Dar al-Masalit i a Kabkabiyya.
Estan governats per un omda que viu a Nyala.